# Pług śnieżny (tramwaje w Timișoarze)
Pług śnieżny tramwajów w Timișoarze – wyprodukowany w 1925 r. wagon techniczny, użytkowany niegdyś przez system tramwajowy w Timișoarze. Jest to dwuosiowy wagon o konstrukcji drewnianej, moc silnika tego dwukierunkowego tramwaju wynosi 36 kilowatów. Pomost tramwaju jest całkowicie zabudowany, dostęp do wnętrza zapewniają dwie pary drzwi zlokalizowane po obu stronach pudła.

## Historia
Pług śnieżny został skonstruowany własnymi siłami ówczesnego przedsiębiorstwa komunikacyjnego Tramvaiele Comunale Timișoara (T.C.T.). Wyposażenie elektryczne pochodziło z jednego z 14 wycofanych między 1919 a 1921 rokiem wagonów silnikowych typu A (rok produkcji: 1899). Konstrukcyjnie wagon zbliżony jest do montowanych w tym samym czasie tramwajów typu F. Oprócz sezonowego wykorzystania jako pług śnieżny (rum. Vagon cu plug de zăpadă) tramwaj wykorzystywano również do przewozu towarów. Początkowo odbiór energii elektrycznej odbywał się za pośrednictwem odbieraka lirowego. W ramach programu modernizacyjnego tramwajów, między 1956 a 1960 tramwaj otrzymał pantograf nożycowy, funkcjonujący do dziś.
Pług śnieżny początkowo nie posiadał swojego własnego numeru taborowego. Dopiero w I połowie lat 70. XX wieku, kiedy jeden z wycofanych wagonów typu DII przebudowano na wóz techniczny, pług otrzymał oznaczenie V.S.1, natomiast  przebudowany tramwaj DII otrzymał oznaczenie V.S.2. Skrót V.S. powstał od rumuńskich słów vagon de serviciu – wagon służbowy. Wagon wykorzystywano także do przetaczania fabrycznie nowych doczep do tramwajów typu Timiș2, wyprodukowanych w 1970 i 1972 roku.
W I połowie lat 90. XX wieku wagon stracił swoje dotychczasowe oznaczenie. Wagon został w późniejszym czasie uznany za pojazd zabytkowy; znajduje się on obecnie w zasobach Tramclub Banat – T.C.B. Stacjonuje w nieeksploatowanej zajezdni przy bulwarze Take Ionescu.
W 1996 r., z okazji 90-lecia istnienia sieci tramwajowej w Oradei, pług został wypożyczony i uczestniczył w paradzie tramwajowej.

## Dostawy
W 1925 r. wyprodukowano 1 wagon tego typu.
| Państwo        | Miasto         | Lata dostaw    | Liczba | Oznaczenia |       |  |
| -------------- | -------------- | -------------- | ------ | ---------- | ----- |  |
| Rumunia        | Timișoara      | 1925           | 1      | V.S.1      | [ 1 ] |  |
| Łączna liczba: | Łączna liczba: | Łączna liczba: | 1      |            |       |  |